# راشد رضوان
راشد رضوان (انگلیسی: Rashed Radwan؛ زادهٔ) کارگردان فیلم عراقی‌الاصل اهل اسپانیا است. وی یکی از داوران جشنوارهٔ فیلم مقاومت بود.
از فیلم‌ها یا مجموعه‌های تلویزیونی که وی در آن‌ها نقش داشته‌است، می‌توان به «عراق در شِرُف جنگ داخلی» و «وقتی شنبه فرا رسید» اشاره نمود.